# مايا علي
مايا علي (بالأردوية: مایا علی؛ بالإنجليزية: Maya Ali) هي عارضة وممثلة باكستانية، ولدت في 27 يوليو 1989 في لاهور في باكستان.

## وصلات خارجية
- مايا علي على موقع IMDb (الإنجليزية)
- مايا علي على موقع قاعدة بيانات الفيلم (الإنجليزية)